# Theilera robusta
Theilera robusta är en klockväxtart som först beskrevs av A.Dc., och fick sitt nu gällande namn av Cupido. Theilera robusta ingår i släktet Theilera och familjen klockväxter. Inga underarter finns listade i Catalogue of Life.